# Cmentarz żydowski w Komarówce Podlaskiej
Cmentarz żydowski w Komarówce Podlaskiej – data założenia kirkutu pozostaje nieznana. W czasie II wojny światowej był miejscem masowych egzekucji ludności żydowskiej. Do naszych czasów zachowało się około dwudziestu kamiennych macew. Teren cmentarza jest ogrodzony.